# 星溪乡
星溪乡，是中华人民共和国福建省南平市政和县下辖的一个乡镇级行政单位。

## 行政区划
星溪乡下辖以下地区：
东峰村、东山村、念山村、富美村、梅坡村、林屯村、地平村、宝岱村、章口村、九蓬村和长际村。